# Historia LGBT en Brasil
La historia LGBT+ en Brasil se refiere a la diversidad de prácticas, militancias y valoraciones culturales sobre sexualidad y géneros disidentes que se desplegaron históricamente en el actual territorio brasileño.

## Pueblos precolombinos

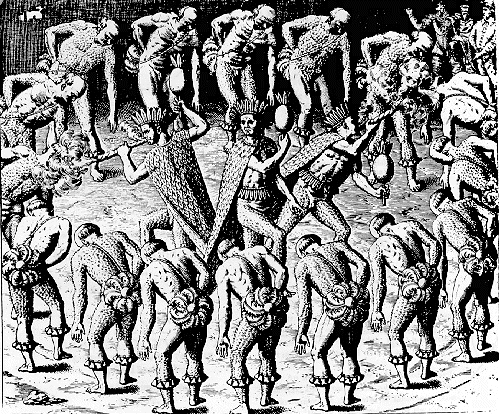
Ceremonia religiosa de los tupinambás en una grabado de Theodor de Bry del.

Son muchas las evidencias de que la homosexualidad era socialmente aceptada entre los amerindios. Según el investigador Abelardo Romero, la homosexualidad «era considerada desde hace siglos entre los brasileños como una enfermedad contagiosa.» Von Martius también relata el espanto de los portugueses con la antropofagia y la sodomía de los indios, así como lo hace el padre Manoel de la Nóbrega, que en 1549 comentó que muchos colonos tenían indios como mujeres «según la costumbre de la tierra».
En el Tratado Descritivo do Brasil de 1587 escrito por Gabriel Soares de Souza, se habla tanto de la homosexualidad masculina cómo femenina entre los tupinambás. Relata que el pecado nefando era aceptado, considerándose al que desempeñaba el papel activo como un valiente, que contaba el asunto una proeza. También se relata que algunos tenían una tienda pública indicando una posible prostitución masculina.
Los tupinaés, vecinos de los tupinambás, eran «mucho más sujetos al pecado nefando que los tupinambás». En 1576, el también portugués Pero de Magalhães de Gândavo relató que los indios «se entregan a la adicción [de la sodomía] cómo si en ellos no hubiese habido razón de hombres». Existen relatos sobre travestismo entre los guaicurúes, como los llamados cudinas, hombres castrados que se vestían de mujeres y pasaban a efectuar tareas exclusivamente femeninas, como el tejido de telas. En la tribu de los bororo, los mancebos se recogían en el baito (o casa de los hombres), donde las mujeres no podían ingresar y los muchachos tienen relaciones sexuales entre sí con toda naturalidad. En la propia medicina indígena, era común que el tratamiento fuera realizado a través de las relaciones sexuales del pajé con los enfermos, incluyendo el sexo anal, como es el caso entre los coerunas. Entre los chamanes, los conocimientos curativos eran pasados del pajé más viejo a sus alumnos por medio de la cópula carnal, donde el alumno se entrega al más viejo.

## Brasil colonial
Con la llegada de los portugueses, pasan a ser válidas en el territorio brasileño las leyes de la metrópolis, que clasificaban la sodomía como el «más torpe, sucio y deshonesto pecado». Durante el periodo colonial existe una escasez de documentación sobre las prácticas homosexuales, precisamente debido a los procesos instaurados para castigarla, siendo la principal fuente los archivos de la Inquisición.
La Inquisición portuguesa se creó en 1536 y en 1553 fue autorizada a perseguir a los sodomitas por Juan III de Portugal. La autorización posiblemente se realizó a petición de los inquisidores, que ya en 1547 tenían a cuatro presos por sodomía. Algunos de los detenidos portugueses fueron enviados presos a Brasil, como castigo. Los condenados sólo eran quemados en la hoguera si se podía demostrar la «sodomía perfecta», es decir, «penetración del miembro viril deshonesto en el vaso trasero con derramamiento de simiente.» A pesar de que la persecución en la colonia no fue tan importante como en la metrópoli, sólo en Bahía, entre los siglos XVI y XIX se acusó a 202 personas de sodomía: 178 hombres y 24 mujeres. Por siglos, fueron 39 en el siglo XVI, 84 en el siglo XVII, 23 en el siglo XVIII y 56 en el siglo XIX. Entre ellos numerosos curas, dos gobernadores, Diogo Botelho y Câmara Coutinho, y un célebre revolucionario, Sabino Álvares.
Uno de los casos mejor documentados es el de Luiz Delgado, hombre casado y con hijos, conocido fachono, un equivalente a las drag queen modernas. Delgado ya había sido juzgado y torturado en su Évora natal por sodomía, aunque no fue ejecutado al no poder demostrársele sodomía perfecta. Llegó a Brasil en la década de 1670, a donde le siguieron los rumores de sodomita. En 1689 fue detenido y enviado a Lisboa, su octava detención, donde permaneció durante tres años en la cárcel de la Inquisición. Allí fue torturado dos veces (un caso único en los proceso inquisitoriales por sodomía portugueses), siendo finalmente condenado a prisión en Angola.
La llegada de esclavos negros introdujo la cultura africana precolonial en Brasil. En la región del Congo y Angola eran habituales las quimbandas, hombres travestidos de mujeres, algunos haciendo de hechiceros. En 1591 la Inquisición trató el caso de Francisco Manicongo, un quimbanda de Salvador de Bahía que se negaba a vestir las ropas de hombre que le ofrecía su dueño. Se le puede considerar el primer travestido del Brasil del que se tiene noticias.

## SigloXIX
Con la independencia de Brasil, el fin de los Tribunales del Santo Ofício en 1821 y la edición de nuevo un código penal los primeros años del Imperio, la práctica deja de ser un crimen, así desaparecieron las principales fuentes para documentar la vida de los homosexuales en Brasil. Sin embargo, la moral cristiana y el prejuicio estaban muy arraigados. Los homosexuales pasaron a ser llamados «pederastas», «uranistas» y «androfilistas», y aparecían a menudo en las crónicas de escándalo de los periódicos.
El Código Penal Imperial, ratificado por Pedro I de Brasil en 1830, castigaba en el artículo 280 «actos públicos indecentes» con diez a cuarenta días de prisión o una multa equivalente de la mitad de la pena cumplida. La indefinición del delito permitía a las fuerzas de orden público detener o amenazar de forma arbitraria, o incluso chantajear a homosexuales para obtener dinero. Con la llegada de la república en 1889, se editó un nuevo código penal en 1890, que, aunque no condenaba la sodomía, incluía provisiones contra la «indecencia pública», el «travestismo», la «vagancia» y el comportamiento «libertino», lo que daba suficientes posibilidades para la represión de los homosexuales.
También los médicos se interesaron por el tema, realizándose algunas tesis doctorales sobre el tema en Bahía. El médico Domingos Firmino Pinheiro presentó su tesis en 1898 en la Facultad de Medicina y Farmacia de Bahía, en la que describe 32 casos de «androfilistas» y «pedandrorastas»: antecedentes familiares, biografía y descripción de las prácticas. El texto representa perfectamente el pensamiento imperante respecto a la homosexualidad, lleno de «iracunda indignación moral».

### Subcultura
Por lo menos desde finales del siglo XIX se conoce una rica subcultura homosexual en las grandes ciudades brasileñas. Esto era cierto sobre todo en Río de Janeiro, donde la plaza Tiradentes, llamada anteriormente Largo Rossio, era el centro de ese submundo. Los jardines que rodeaban la estatua del emperador Pedro I de Brasil eran lugares de cruising, ligue y encuentro, llegando a producirse quejas en 1870 y 1878, aunque no parece que se produjeran grandes cambios, existiendo noticias de que en 1901 el lugar seguía siendo frecuentado. En los alrededores de la plaza se encontraban varios teatros, cabarés, cines, revistas e innumerables bares y cafés, que daban un ambiente popular y cosmopolita. También se podían encontrar numerosos prostíbulos y pensiones por horas en la zona. Para los homosexuales, el bar Stadt Munchen y el Café Suizo, eran lugares donde podían contactar con prostitutos. En todos estos locales trabajaban también multitud de homosexuales, tanto en el mundo del espectáculo como en el de la restauración, que solían reunirse en el café Critérium.
A los homosexuales pasivos o afeminados solía denominárseles con la palabra «fresco», que manteniendo su sentido original, daba pie a infinitos juegos de palabras como los del Dicionário Moderno (1930), que recopilaba la jerga de la época:

Fresco.- adjetivo que representa tiempo casi frío, templado, agradable, ni caliente ni frio. Que es ventoso. Uno los encuentra en las colinas y en el Largo Rossio
Dicionário Moderno

El término era usado tanto en poemas irónicos como en tiras cómicas.

## SigloXX
La represión y el interés médico continuaron en los primeros años del siglo. En 1932 el jefe de policía de Río de Janeiro detuvo a 132 homosexuales para un estudio del médico Leonídio Riberio, director del Instituto de Criminología. Los detenidos fueron fotografiados y estudiados para determinar la relación entre las partes de sus cuerpos y la homosexualidad, para comprobar su teoría que afirmaba que desequilibrios hormonales provocaban la homosexualidad. El estudio recibió en 1938 el Premio Lombroso. El mismo año del premio, 1938, en São Paulo los estudiantes del Instituto de Criminalogía buscaban «pederastas pasivos» para hacerles entrevistas. El trabajo que surgió de ello sólo confirmaba los prejuicios de la sociedad de la época. El primer trabajo que trataba la homosexualidad de forma positiva fue el de José Fábio Barbosa, un sociólogo de la Universidad de São Paulo, que en 1958 publicó su estudio sobre setenta hombres de la clase media a los que había entrevistado.
Entre finales del siglo XIX y principios del XX se formaron identidades de género rígidas, con hombres afeminados buscando a hombres masculinos, o «auténticos», y de igual forma, las mujeres masculinas buscaban a otras femeninas, para formar parejas que seguían los roles de las parejas heterosexuales. El único momento en el que estos rígidos roles podían ser transgredidos públicamente era durante los carnavales. En Río de Janeiro los homosexuales se encontraban en la playa delante del Hotel Copacabana. Allí, durante la II Guerra Mundial, época en la que se relajó la persecución, los brasileños a menudo se relacionaban con soldados norteamericanos. En São Paulo el lugar de cruising estaba en el parque Anhangabaú, cerca del casco histórico. Las lesbianas se relacionaba más a través de fiestas y reuniones de amigas privadas.
Este esquema rígido de roles comenzó a resquebrajarse en las décadas de 1950 y 60, cuando la inmigración a las capitales de provincia generó a una subcultura gay semiclandestina, rica, compleja, con múltiples posibilidades sociales y sexuales. En Río de Janeiro se concentraban en los bares en torno a Copacabana. También en Sao Paulo comenzarona abrir bares gais. Algunos artistas como Maria Bethânia, Gal Costa, Caetano Veloso o Ney Matogrosso comenzaron a jugar con la ambigüedad sexual, disparando los rumores sobre su sexualidad, y a tener comportamientos transgresores de los roles de género sobre el escenario.

### Período de dictadura civil-militar (1964-1985)
Este desarrollo se vio truncado durante la dictadura instaurada en 1964, siendo la represión especialmente dura de 1969 a 1973, precisamente cuando estaba surgiendo el movimiento de liberación LGBT moderno en Estados Unidos y Europa. El carnaval siguió siendo durante estos años un oasis de libertad en el que se desarrollaron bailes de travestís en Río de Janeiro, que en la década de 1970 llegaron a atraer el turismo internacional. Aun así, a finales de la década de 1970, todavía durante la dictadura, surgieron los primeros grupos de intelectuales LGBTI, que publicaron la revista O Lampião da Esquina («La farola de la esquina»), la primera de su tipo en Brasil.
Durante la dictadura civil-militar en Brasil, se aplicó una amplia represión basada en la Doctrina de Seguridad Nacional y valores conservadores, afectando tanto a la oposición política como a la comunidad LGBT, que fue especialmente perseguida debido a su divergencia de las normas de sexualidad impuestas por la sociedad conservadora. El colectivo LGBT enfrentó represión en formas variadas, incluyendo persecución de travestis, censura artística y homofobia institucionalizada. Incluso dentro de los grupos de la resistencia y movimientos de izquierda hubo discriminación basada en la sexualidad y género.

### Período post dictadura

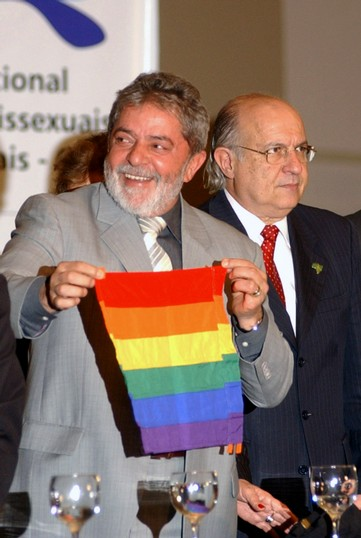
El presidente de Brasil, Luiz Inácio Lula da Silva durante la apertura de la 1.ª Conferencia Nacional de Gais, Lesbianas, Bisexuales, Travestís y Transexuales.

En la década de los 80 los grupos LGBTI, como Somos, fundado 1978, y el Grupo Gay da Bahia, fundado en 1980, tuvieron un papel importante en la lucha contra el sida y contra los prejuicios homófobos que se extendieron con la enfermedad, ganando la colaboración del ministerio de salud. Durante la década de 1980 hubo conflictos dentro del movimiento y con grupos de izquierdas, ya que una buena parte de los comunistas y socialistas todavía consideraban la homosexualidad como algo inmoral, y las activistas lesbianas se acercaron al movimiento feminista. En 1995, la celebración de la 17 Conferencia Internacional de la Asociación Internacional de Gais y Lesbianas en Río de Janeiro generó un relanzamiento del movimiento asociativo, en el que transexuales y drag queens han tenido un papel muy activo. Uno de los resultados más espectaculares es la marcha del Orgullo LGBT de São Paulo, que se convirtió a mediados de la década de 2000 en la más multitudinaria del planeta.
En 1995, la diputada Marta Suplicy propuso un proyecto de ley instituyendo la unión civil entre personas del mismo sexo.
El matrimonio entre personas del mismo sexo en Brasil se encuentra legalizado desde el 14 de mayo de 2013, cuando el Poder Judicial brasileño legalizó el matrimonio igualitario en todo el territorio.